# 1928 na televisão

## Eventos
- 7 de Janeiro - Fundação do Grupo de Comunicação O Povo (Brasil).
- 11 de Maio - Inaugurado o primeiro serviço analógico de televisão nos Estados Unidos da América.

## Nascimentos
| Data            | Nome                     | Profissão                       | Nacionalidade                        | Observações | Ref    |
| --------------- | ------------------------ | ------------------------------- | ------------------------------------ | ----------- | ------ |
| 7 de janeiro    | William Peter Blatty     | escritor e diretor de cinema    | Estados Unidos                       | m. 2017     | [ 1 ]  |
| 23 de janeiro   | Armando Cortez           | ator                            | Portugal                             | m. 2002     | [ 2 ]  |
| 27 de fevereiro | Cláudio Correia e Castro | ator                            | Brasil                               | m. 2005     | [ 3 ]  |
| 1 de março      | Maurício do Valle        | ator                            | Brasil                               | m. 1994     |        |
| 3 de abril      | Kevin Hagen              | ator                            | Estados Unidos                       | m. 2005     | [ 4 ]  |
| 1 de julho      | Júlio Delamare           | jornalista e locutor desportivo | Brasil                               | m. 1973     | [ 5 ]  |
| 30 de julho     | Eunice Muñoz             | atriz                           | Portugal                             | m. 2022     | [ 6 ]  |
| 31 de agosto    | James Coburn             | ator                            | Estados Unidos                       | m. 2002     | [ 7 ]  |
| 4 de setembro   | Dick York                | ator                            | Estados Unidos                       | m. 1992     | [ 8 ]  |
| 10 de setembro  | Selma Lopes              | atriz, cantora, dubladora       | Brasil                               |             |        |
| 17 de setembro  | Roddy McDowall           | ator                            | Estados Unidos · Reino Unido (nasc.) | m. 1998     | [ 9 ]  |
| 19 de setembro  | Adam West                | ator                            | Estados Unidos                       | m. 2017     | [ 10 ] |
| 28 de setembro  | Yolanda Cardoso          | atriz                           | Brasil                               | m. 2007     | [ 11 ] |
| 25 de outubro   | Anthony Franciosa        | ator                            | Estados Unidos                       | m. 2006     | [ 12 ] |
| 1 de novembro   | Emmaline Henry           | atriz                           | Estados Unidos                       | m. 1979     | [ 13 ] |
| 20 de dezembro  | Aldo César               | ator e dublador                 | Brasil                               | m. 2001     | [ 14 ] |

## Mortes
| Data | Nome | Profissão | Nacionalidade | Observações | Ref |
| ---- | ---- | --------- | ------------- | ----------- | --- |